# ورویر هاروتیونیان
ورویر ویرابی هاروتیونیان (ارمنی: Վրույր Վիրաբի Հարությունյան؛  ۱۹ دسامبر ۱۹۴۹ – ۱۲ سپتامبر ۲۰۲۲) یک بازیگر سینما تلویزیون و تئاتر اهل ارمنستان بود. 

## زندگی‌نامه
وی در ۱۹ دسامبر ۱۹۴۹ ‏در وانادزور به دنیا آمد و از فارغ‌التحصیل شد. وی همچنین برندهٔ جوایزی همچون هنرمند افتخاری جمهوری ارمنستان شده‌است. وی در ۱۲ سپتامبر ۲۰۲۲ در سن ۷۲ سالگی در ارمنستان درگذشت.

## گزیده فیلمشناسی
از فیلم‌ها یا برنامه‌های تلویزیونی که وی در آن نقش داشته‌است می‌توان به زمین‌لرزه (فیلم ۲۰۱۶) اشاره کرد.